# Leopold von Schroeder

Leopold von Schroeder

Leopold Alexander von Schroeder (* 12. Dezemberjul. / 24. Dezember 1851greg. in Dorpat; † 8. Februar 1920 in Wien) war ein deutschbaltischer Indologe.

## Leben

### Herkunft und Familie
Seine Eltern waren der Pädagoge Julius von Schroeder (1808–1888) und dessen Ehefrau Marie von Schrenck (1817–1895). Sein Onkel Dr. phil. Alexander von Schrenk (1816–1876) war Mineraloge und Mitbegründer der Dorpater Naturforscher-Gesellschaft. Auch seine Brüder waren sehr erfolgreich:
- Julius (1843–1895), Dr. phil. sowie Professor für Chemie an der Forstakademie Tharandt.
- Woldemar (1850–1898), Photograph in Dorpat und Riga sowie ab 1890  Professor der Pharmakologie in Heidelberg
- Theodor (1853–1903), Dr. med., Ophthalmologe

Er heiratete 1891 in Riga Lilly von Schröder = Lilly von Foelkersahm (1844–1901), eine bekannte Dichterin und Witwe des Gutsbesitzers Karl von Vietinghoff († 1880/81). Seine Frau brachte 2 Stiefsöhne und  3 Stieftöchter mit in die Ehe.

### Werdegang
Seit 1882 Dozent für Indologie an der Kaiserlichen Universität Dorpat, wo er vorher ein Student Leo Meyers gewesen war, wurde er 1890 Staatsrat, 1896 ordentlicher Professor in Innsbruck und arbeitete ab 1899 in Wien. 1894 wurde er zum Ehrenmitglied der Gelehrten Estnischen Gesellschaft gewählt. Zu seinen besonderen Leistungen gehört die Übersetzung der Bhagavadgita aus dem Sanskrit. Diese Übersetzung ist auch heute noch im deutschsprachigen Raum von Bedeutung. Er beschäftigte sich auch wissenschaftlich mit Sagen und Mythen. Er war einer der wenigen, die sich wissenschaftlich mit dem Thema der Gralssage beschäftigte und deren Wurzeln erforschte. Seine mythologische Schule in Wien versuchte eine Kontinuität der deutschen Kultur von der indogermanischen Zeit bis in die Neuzeit hin zu beweisen.

## Werke
- Über die formelle Unterscheidung der Redetheile im Griechischen und Lateinischen. Mit besonderer Berücksichtigung der Nominalcomposita. 1874
- Die Accentgesetze der homerischen Nominalcomposita, dargestellt und mit denen des Veda verglichen Dorpat: Laakmann 1877
- Livonenlieder : eine Sammlung livländischer Gedichte Dorpat: Laakmann 1877
- Ueber die Mâitrâyanî Samhitâ, ihr Alter, ihr Verhältniss zu den Verwandten Çâkhâ's, ihre sprachliche und historische Bedeutung Dorpat: Mattiesen 1879
- Pythagoras und die Inder. Eine Untersuchung über Herkunft und Abstammung der pythagoreischen Lehren. Schulze, Leipzig 1884
- Indiens Literatur und Cultur in Historischer Entwicklung. Ein Cyklus von fünfzig Vorlesungen, zugleich als Handbuch der indischen Literaturgeschichte, nebst zahlreichen, in deutscher Übersetzung mitgetheilten Proben aus indischen Schriftwerken. Hermann Haessel, Leipzig 1887
- Griechische Götter und Heroen. Eine Untersuchung ihres ursprünglichen Wesens mit Hilfe der vergleichenden Mythologie. 1887
- Die Hochzeitsbräuche der Esten und einiger anderer finnisch-ugrischer Völkerschaften in Vergleichung mit denen der indogermanischen Völker. Ein Beitrag zur Kenntnis der ältesten Beziehungen der finnisch-ugrischen und der indogermanischen Völkerfamilie. Asher, Berlin 1888
- Delhi, das indische Rom und seine Campagna. Behre, 1891
- Mangoblüten. Eine Sammlung indischer Lieder und Sprüche in deutscher Nachbildung. Cotta’sche Buchhandlung Nachfolger, Stuttgart 1892
- Buddhismus und Christenthum. Was sie gemein haben und was sie unterscheidet. 1893
- Germanische Elben und Götter beim Estenvolke. Hölder, Wien 1906
- Baltische Heimat-, Trutz- und Trostlieder. J. F. Lehmanns Verlag, München 1906
- Mysterium und Mimus in Rigveda. Haessel, Leipzig 1908
- Aus meinem Leben: Wesen und Ursprung der Religion, ihre Wurzeln und deren Entfaltung. Jonck & Poliewsky, Riga 1909
- Die Wurzeln der Sage vom Heiligen Gral. Hölder, Wien 1910; Nachdruck: Bohmeier Verlag, [ca. 2005], ISBN 3-89094-444-2
- Die Vollendung des arischen Mysteriums in Bayreuth. 1910
- Bhagavadgita. Des Erhabenen Sang. Diederichs, Jena 1912
- Richard Wagner als Nationaler Dramatiker. 1913
- Reden und Aufsätze vornehmlich über Indiens Literatur und Kultur. Haessel, Leipzig 1913
- Arische Religion. Zwei Bände. Erster Band: Einleitung. Der Altarische Himmelsgott, das höchste gute Wesen. Zweiter Band: Naturverehrung und Lebensfeste. Gedruckt mit Unterstützung der kaiserlichen Akademie der Wissenschaften in Wien, 1914
- Herakles und Indra. Eine mythenvergleichende Untersuchung. Zwei Bände. Hölder, Wien 1914
- Houston Stewart Chamberlain. Ein Abriß seines Lebens, auf Grund eigener Mitteilungen. J. F. Lehmanns Verlag, München 1918
- Lebenserinnerungen von Leopold von Schroeder. (Hrsg. Felix von Schroeder) 1921
- mit Heinrich Zimmer: Bhagavadgita – Aschtavakragita – Indiens heilige Gesänge. Diederichs Gelbe Reihe, 2004, ISBN 3-89631-440-8